# Cornelis van Staveren
Cornelis van Staveren   (Leimuiden, 14 de juny de 1889 - Oude Wetering, 10 d'abril de 1982) va ser un regatista neerlandès que va competir a començaments del segle xx.
El 1928 va prendre part en els Jocs Olímpics d'Amsterdam, on va guanyar la medalla de plata en la regata de 8 metres del programa de vela, a bord de l'Hollandia, junt a Gerard de Vries Lentsch, Maarten de Wit, Hendrik Kersken, Johannes van Hoolwerff i Lambertus Doedes.